# La Chière nuictée d'amour

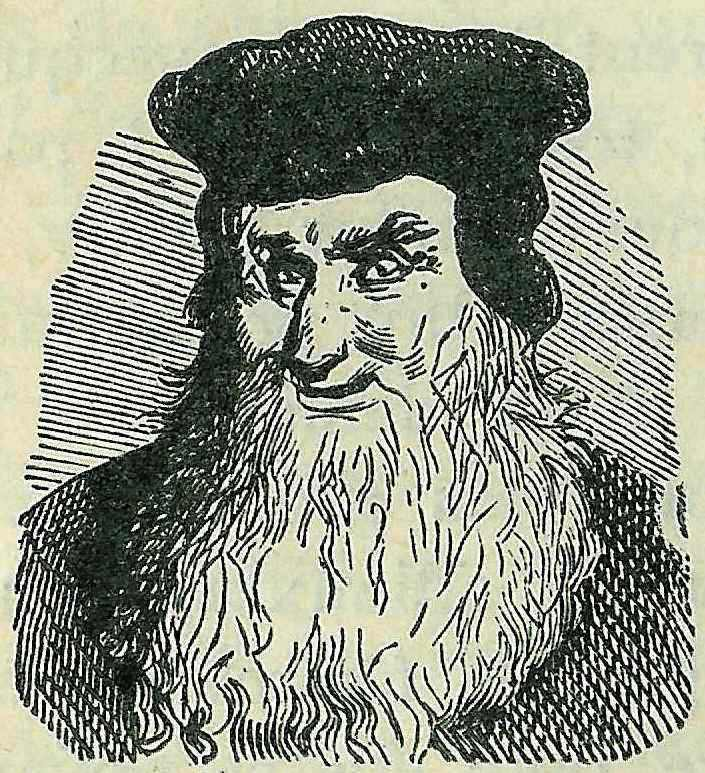
Scipion Sardini, par Gustave Doré pour l'édition de 1855 des Contes drolatiques de Balzac.

La Chière nuictée d'amour est un conte d'Honoré de Balzac. Il fait partie du recueil Les Cent Contes drolatiques publiés à  Paris, chez C. Gosselin (et Edmond Werdet) de 1832 à 1837.
Le personnage central est Scipion Sardini, comte de Chaumont (1526-1609), banquier d'Henri III et de Catherine de Médicis dont le père était gonfalonier de la seigneurie de Lucques en Toscane.
Ce Français d'origine italienne qui compta parmi les « partisans » italiens de l'entourage de Catherine de Médicis, a laissé dans Paris une trace architecturale : l'hôtel Scipion Sardini (1565), au no 13 de la rue Scipion, une demeure construite pour sa maîtresse Isabelle de Limeuil. Il devint aussi propriétaire du château de Chaumont-sur-Loire de 1600 à 1667. Scipion Sardini est victime de l'amour qu'il porte à l'épouse de l'avocat parisien Pierre des Avenelles, l'affaire se déroulant sur fond des préparatifs de la conjuration d'Amboise (1560).
Pierre des Avenelles, avocat parisien, était l'ami de Jean du Barry, protestant mais loyaliste, il devint célèbre en dénonçant les comploteurs protestants contre la famille royale et déclencha ainsi la conjuration d'Amboise. Mari violent et jaloux, il est néanmoins fait cocu par Scipion Sardini.